# روزمارين دي كوك
روزمارين «روز» دي كوك (الهولندية: ؛ ولد 18 ديسمبر 1994) عارضة أزياء هولندية، تم الكشف عن روزمارين عبر سكايب وتوقيعه مع وكالة عارضات فيلهيلمينا . ظهرت في مجلة فوغ وكما اشتهرت عملها خلال عرض فيكتوريا سيكريت في عام 2017.

## روابط خارجية
- روزمارين دي كوك في قاعدة بيانات الأفلام على الإنترنت